# Johannes Stalpaert van der Wiele
Johannes Stalpaert van der Wiele (L'Aia, 22 novembre 1579 – Delft, 29 dicembre 1630) è stato un presbitero e poeta olandese.

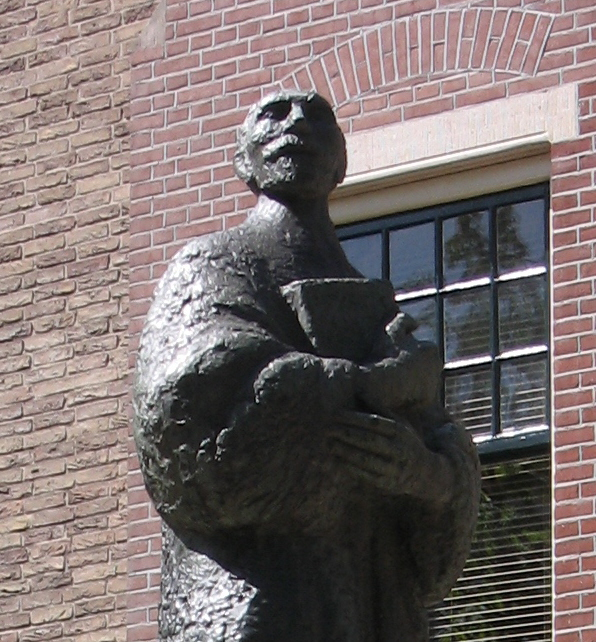
Bagijnhof, Delft

Dopo aver studiato giurisprudenza e teologia all'estero, prese i voti nel 1612, e si stabilì a Delft, dedicandosi alla cura dei fedeli.
Scrisse, fra l'altro, una vita di Santa Agnese, in versi e un Viaggio a Roma nel 1624. Le sue opere maggiori restano però L'anno d'oro di Nostro Signore Gesù Cristo e I giorni festivi dell'anno d'oro, pubblicato postumo nel 1634; sono raccolte di ballate e di liriche, dedicate l'una ai santi dei singoli giorni dell'anno e l'altra alle domeniche e alle feste liturgiche, in uno stile fresco e immediato, non appesantito dalle esortazioni religiose.